# 1979
Il 1979 (MCMLXXIX in numeri romani) è un anno  del XX secolo.

## Eventi
- L'UNESCO proclama il Campo di concentramento di Auschwitz patrimonio dell'umanità.
- Viene fondata Scuola del Fumetto a Milano.

### Gennaio
- 1º gennaio
  - Le Nazioni Unite proclamano ufficialmente il 1979 Anno Internazionale del Bambino.
  - La Cina e gli Stati Uniti riallacciano ufficialmente le relazioni diplomatiche. È il punto di approdo della "diplomazia del ping-pong" avviata nel 1971.
- 7 gennaio – Cambogia: dopo quattro anni di dittatura il regime comunista dei Khmer rossi di Pol Pot viene deposto da truppe regolari vietnamite, che insediano al suo posto un governo-fantoccio filosovietico; il regime di Pol Pot in meno di quattro anni ha provocato la morte di quasi due milioni di persone, circa un terzo della popolazione cambogiana.
- 16 gennaio – Iran: dopo mesi di proteste popolari lo Shāh Mohammad Reza Pahlavi lascia il paese. Al suo posto, giovedì 1º febbraio, assumerà il potere l'āyatollāh Ruhollāh Khomeini, tornato dall'esilio in Francia.
- 29 gennaio  - Milano: il giudice Emilio Alessandrini, titolare delle inchieste più scottanti sul terrorismo, viene ucciso da un commando di Prima Linea.

### Febbraio
- 1º febbraio
  - Iran: l'ayatollah sciita Khomeini rientra a Teheran dopo 15 anni di esilio e viene accolto da una folla entusiasta.
  - La sonda della NASA Voyager I fotografa per la prima volta il pianeta Giove da una distanza di 32,7 milioni di chilometri.
- 17 febbraio-16 marzo - Guerra Sino-Vietnamita: la Cina scatena un attacco armato contro il Vietnam come ritorsione alla sua invasione della Cambogia.
- 18 febbraio – nevica per mezz'ora nel deserto del Sahara.
- 22 febbraio - indipendenza di Saint Lucia.
- 23 febbraio – a Catanzaro si conclude il processo per la Strage di Piazza Fontana: condannati all'ergastolo dalla Corte d'assise i neofascisti Franco Freda, Giovanni Ventura e Guido Giannettini; è riconosciuta l'inconsistenza della pista anarchica con l'assoluzione di Pietro Valpreda. Assolti Marco Pozzan e Mario Merlino.

### Marzo
- 4 marzo
  - Le immagini inviate da Voyager I mostrano che Giove è circondato da un anello.
  - Stephen Synnott scopre Metis.
- 5 marzo
  - La Voyager 1 sorvola Giove.
  - Stephen Synnott scopre Tebe (satellite di Giove).
- 9 marzo
- 13 marzo – entrata in vigore del Sistema Monetario Europeo.
- 19 marzo – la magistratura americana incrimina il finanziere Michele Sindona per la bancarotta della Franklin National Bank.
- 20 marzo
  - Italia: quinto governo Andreotti
  - Roma: il giornalista Mino Pecorelli, direttore del settimanale «OP», è assassinato a colpi d'arma da fuoco.
- 26 marzo – trattato di pace fra Egitto e Israele
- 28 marzo – Three Mile Island, USA: il surriscaldamento del reattore di una centrale nucleare provoca la parziale fusione del nucleo e il rilascio di gas radioattivi nell'atmosfera. È uno dei più gravi incidenti della storia dell'energia nucleare.
- 31 marzo – Israele vince l'Eurovision Song Contest, ospitato a Gerusalemme, Israele.

### Aprile
- 11 aprile – Uganda: Idi Amin viene deposto.
- 15 aprile - terremoto di Mw 6.9 della scala Richter che causa 101 morti in Montenegro.

### Maggio
- 4 maggio – Regno Unito: vittoria elettorale dei conservatori di Margaret Thatcher, prima donna ad occupare la carica di primo ministro.
- 24 maggio – Cannes: si conclude il festival di Cannes con la vittoria della Palma d'oro da parte di Francis Ford Coppola.
- 25 maggio
  - New York: Etan Patz, un bambino di sei anni, scompare nel nulla dopo essere uscito di casa per prendere lo scuolabus. Non verrà mai più ritrovato, diventando uno dei bambini scomparsi più famosi d'America.
  - Chicago: un Douglas DC-10 della American Airlines precipita poco dopo il decollo dall'aeroporto internazionale O'Hare. Muoiono tutte le 271 persone a bordo e 2 persone a terra.
  - Esce negli USA il film ALIEN di Ridley Scott, con protagonista Sigourney Weaver. Il film sarà talmente rivoluzionario per l'epoca da reinventare completamente il genere Fanta-Horror, che tutt'oggi si confronta ancora con questo cult.

### Giugno
- 3 giugno – Italia: elezioni politiche anticipate: DC 38,3%; PCI 30,4%; PSI 9,8%; MSI-DN 5,3%; PSDI 3,8%; PRI 3%.
- 10 giugno – Europa: nei nove stati della CEE si svolgono le prime elezioni a suffragio universale diretto del Parlamento europeo. In Italia: DC 36,5%; PCI 29,5%.
- 18 giugno – Vienna: Stati Uniti e Unione Sovietica firmano il trattato SALT II. Viene stabilito un tetto massimo all'impiego di armi nucleari offensive, pari a 1.320 missili balistici intercontinentali e missili balistici sottomarini con testata multipla. Viene inoltre decisa la distruzione dei vettori in eccedenza.
- 20 giugno – Roma: la comunista Nilde Iotti è la prima donna ad essere eletta Presidente della Camera dei deputati.
- 30 giugno – Torino: si svolge la prima giornata dell'orgoglio omosessuale in Italia: in 5 000 si riversano nelle strade della città.

### Luglio
- 1º luglio – viene messo in vendita in Giappone dalla Sony il primo lettore stereo portatile, il Walkman.
- 11 luglio – Milano: viene assassinato l'avvocato Giorgio Ambrosoli, liquidatore della Banca Privata Italiana di Michele Sindona.
- 12 luglio
  - al Comiskey Park di Chicago si tiene la Disco Demolition Night, degenerata in sommossa.
  - Le Isole Gilbert diventano indipendenti sotto il nome di Kiribati.
- 14 luglio – Auckland, Nuova Zelanda: la Nazionale francese di rugby, capitanata da Jean-Pierre Rives, batte all'Eden Park gli All Blacks per 24-19. Si tratta della prima vittoria francese sul suolo neozelandese.
- 16 luglio – Iraq: Saddam Hussein diventa presidente della repubblica.
- 19 luglio – Nicaragua: il Fronte Sandinista di Liberazione Nazionale conquista il potere.

### Agosto
- 3 agosto – Guinea Equatoriale: il dittatore Francisco Macías Nguema viene rovesciato con un colpo di Stato dal nipote trentasettenne Teodoro Obiang Nguema Mbasogo. Francisco Macías Nguema sarà poi giustiziato il 29 settembre.
- 5 agosto – Sahara Occidentale: trattato di pace tra Fronte Polisario e Mauritania per il ritiro delle truppe dal territorio occupato da quest'ultima.
- 14 agosto – Inghilterra: a seguito di una violenta tempesta perdono la vita 17 partecipanti all'Admiral's Cup.
- 27 agosto - In due attentati dell'IRA, a poche ore di distanza, vengono uccisi Lord Mountbatten, zio della regina Elisabetta, e 18 paracadutisti inglesi.

### Settembre
- 1º settembre - Germania: Esce La storia infinita, romanzo fantastico di Michael Ende che avrà grande successo ottenendo l'omonima trasposizione cinematografica cinque anni dopo.
- 9 settembre – Monza: Jody Scheckter vince il titolo mondiale piloti per la Ferrari, non ve ne saranno altri fino al 2000 con l'inizio dell'"era" di Michael Schumacher.
- 10 settembre – Angola: morte di Agostinho Neto, presidente della Repubblica e guida dell'MPLA. José Eduardo dos Santos lo sostituisce nelle cariche.
- 12 settembre – Città del Messico: Pietro Mennea stabilisce il record del mondo nei 200 metri piani con il tempo di 19"72.
- 13 settembre – Venda dichiara la propria indipendenza dal Sudafrica.
- 14 settembre – Cagliari: un aeromobile Douglas DC-9 della Aero Trasporti Italiani si schianta sui monti presso Capoterra. Nell'incidente muoiono tutti i 27 passeggeri e i 4 membri dell'equipaggio.
- 16 settembre – Afghanistan: il primo ministro afghano, Hafizullah Amin, seppur osteggiato dall'Unione Sovietica, destituisce il capo dello Stato, Muhammad Taraki.
- 20 settembre – Repubblica Centrafricana: l’imperatore e dittatore centrafricano Jean-Bédel Bokassa, viene destituito da un colpo di Stato appoggiato dalla Francia, mentre si trova all’estero. L’ex-presidente David Dacko assume la carica di presidente della Repubblica, sciogliendo così l’Impero Centrafricano, proclamato da Bokassa nel 1976.
- 25 settembre – Palermo: il magistrato Cesare Terranova viene ucciso dalla mafia insieme al maresciallo Lenin Mancuso.

### Ottobre
- 1º ottobre – Nigeria: termina la dittatura militare, e si stabilisce la Seconda Repubblica nigeriana.
- 6 ottobre – Papa Giovanni Paolo II visita gli Stati Uniti.
- 15 ottobre - Ha inizio in El Salvador una guerra civile tra i militanti del Fronte Farabundo Marti' e l'esercito regolare.
- 27 ottobre – indipendenza di Saint Vincent e Grenadine.

### Novembre
- 4 novembre:
  - Teheran, capitale dell'Iran: un gruppo di studenti musulmani occupa l'ambasciata statunitense. La crisi degli ostaggi dura 444 giorni.
  - La Mecca: sequestro della Grande Moschea da parte di radicali wahabiti contro la politica semi laica dei regnanti sauditi. Inizio del radicalismo sunnita in parallelo a quello sciita dell'Iran di Khomeini in mezzo alla contrapposizione est-ovest sfociata contemporaneamente con l'invasione sovietica dell'Afghanistan.

### Dicembre
- 3 dicembre – a Cincinnati, in Ohio, la calca al Riverfront Coliseum, durante un concerto degli Who, provoca undici morti (i membri del gruppo sapranno della disgrazia solo dopo la fine dello show).
- 9 dicembre – L'OMS dichiara eradicato il Vaiolo.
- 21 dicembre - Londra: firmato l'accordo di Lancaster House per un cessate il fuoco in Rhodesia.
- 23 dicembre – la più alta funivia in Europa, il Piccolo Cervino, viene inaugurata.
- 24 dicembre – l'Unione Sovietica invade l'Afghanistan.
- 27 dicembre – l'Unione Sovietica prende il controllo dell'Afghanistan e Babrak Karmal sostituisce il presidente destituito Hafizullah Amin.

## Nati
Ci sono circa 4 750 voci su persone nate nel 1979; vedi la pagina Nati nel 1979 per un elenco descrittivo o la categoria Nati nel 1979 per un indice alfabetico.

## Morti
Ci sono circa 1 290 voci su persone morte nel 1979; vedi la pagina Morti nel 1979 per un elenco descrittivo o la categoria Morti nel 1979 per un indice alfabetico.

## Calendario
| Calendario 1979 | Calendario 1979 | Calendario 1979 | Calendario 1979 | Calendario 1979 | Calendario 1979 | Calendario 1979 | Calendario 1979 | Calendario 1979 | Calendario 1979 | Calendario 1979 | Calendario 1979 | Calendario 1979 | Calendario 1979 | Calendario 1979 | Calendario 1979 | Calendario 1979 | Calendario 1979 | Calendario 1979 | Calendario 1979 | Calendario 1979 | Calendario 1979 | Calendario 1979 | Calendario 1979 | Calendario 1979 | Calendario 1979 | Calendario 1979 | Calendario 1979 | Calendario 1979 | Calendario 1979 | Calendario 1979 | Calendario 1979 | Calendario 1979 |
| --------------- | --------------- | --------------- | --------------- | --------------- | --------------- | --------------- | --------------- | --------------- | --------------- | --------------- | --------------- | --------------- | --------------- | --------------- | --------------- | --------------- | --------------- | --------------- | --------------- | --------------- | --------------- | --------------- | --------------- | --------------- | --------------- | --------------- | --------------- | --------------- | --------------- | --------------- | --------------- | --------------- |
|                 | 1               | 2               | 3               | 4               | 5               | 6               | 7               | 8               | 9               | 10              | 11              | 12              | 13              | 14              | 15              | 16              | 17              | 18              | 19              | 20              | 21              | 22              | 23              | 24              | 25              | 26              | 27              | 28              | 29              | 30              | 31              |                 |
| Gennaio         | Lu              | Ma              | Me              | Gi              | Ve              | Sa              | Do              | Lu              | Ma              | Me              | Gi              | Ve              | Sa              | Do              | Lu              | Ma              | Me              | Gi              | Ve              | Sa              | Do              | Lu              | Ma              | Me              | Gi              | Ve              | Sa              | Do              | Lu              | Ma              | Me              |                 |
| Febbraio        | Gi              | Ve              | Sa              | Do              | Lu              | Ma              | Me              | Gi              | Ve              | Sa              | Do              | Lu              | Ma              | Me              | Gi              | Ve              | Sa              | Do              | Lu              | Ma              | Me              | Gi              | Ve              | Sa              | Do              | Lu              | Ma              | Me              |                 |                 |                 |                 |
| Marzo           | Gi              | Ve              | Sa              | Do              | Lu              | Ma              | Me              | Gi              | Ve              | Sa              | Do              | Lu              | Ma              | Me              | Gi              | Ve              | Sa              | Do              | Lu              | Ma              | Me              | Gi              | Ve              | Sa              | Do              | Lu              | Ma              | Me              | Gi              | Ve              | Sa              |                 |
| Aprile          | Do              | Lu              | Ma              | Me              | Gi              | Ve              | Sa              | Do              | Lu              | Ma              | Me              | Gi              | Ve              | Sa              | Do              | Lu              | Ma              | Me              | Gi              | Ve              | Sa              | Do              | Lu              | Ma              | Me              | Gi              | Ve              | Sa              | Do              | Lu              |                 |                 |
| Maggio          | Ma              | Me              | Gi              | Ve              | Sa              | Do              | Lu              | Ma              | Me              | Gi              | Ve              | Sa              | Do              | Lu              | Ma              | Me              | Gi              | Ve              | Sa              | Do              | Lu              | Ma              | Me              | Gi              | Ve              | Sa              | Do              | Lu              | Ma              | Me              | Gi              |                 |
| Giugno          | Ve              | Sa              | Do              | Lu              | Ma              | Me              | Gi              | Ve              | Sa              | Do              | Lu              | Ma              | Me              | Gi              | Ve              | Sa              | Do              | Lu              | Ma              | Me              | Gi              | Ve              | Sa              | Do              | Lu              | Ma              | Me              | Gi              | Ve              | Sa              |                 |                 |
| Luglio          | Do              | Lu              | Ma              | Me              | Gi              | Ve              | Sa              | Do              | Lu              | Ma              | Me              | Gi              | Ve              | Sa              | Do              | Lu              | Ma              | Me              | Gi              | Ve              | Sa              | Do              | Lu              | Ma              | Me              | Gi              | Ve              | Sa              | Do              | Lu              | Ma              |                 |
| Agosto          | Me              | Gi              | Ve              | Sa              | Do              | Lu              | Ma              | Me              | Gi              | Ve              | Sa              | Do              | Lu              | Ma              | Me              | Gi              | Ve              | Sa              | Do              | Lu              | Ma              | Me              | Gi              | Ve              | Sa              | Do              | Lu              | Ma              | Me              | Gi              | Ve              |                 |
| Settembre       | Sa              | Do              | Lu              | Ma              | Me              | Gi              | Ve              | Sa              | Do              | Lu              | Ma              | Me              | Gi              | Ve              | Sa              | Do              | Lu              | Ma              | Me              | Gi              | Ve              | Sa              | Do              | Lu              | Ma              | Me              | Gi              | Ve              | Sa              | Do              |                 |                 |
| Ottobre         | Lu              | Ma              | Me              | Gi              | Ve              | Sa              | Do              | Lu              | Ma              | Me              | Gi              | Ve              | Sa              | Do              | Lu              | Ma              | Me              | Gi              | Ve              | Sa              | Do              | Lu              | Ma              | Me              | Gi              | Ve              | Sa              | Do              | Lu              | Ma              | Me              |                 |
| Novembre        | Gi              | Ve              | Sa              | Do              | Lu              | Ma              | Me              | Gi              | Ve              | Sa              | Do              | Lu              | Ma              | Me              | Gi              | Ve              | Sa              | Do              | Lu              | Ma              | Me              | Gi              | Ve              | Sa              | Do              | Lu              | Ma              | Me              | Gi              | Ve              |                 |                 |
| Dicembre        | Sa              | Do              | Lu              | Ma              | Me              | Gi              | Ve              | Sa              | Do              | Lu              | Ma              | Me              | Gi              | Ve              | Sa              | Do              | Lu              | Ma              | Me              | Gi              | Ve              | Sa              | Do              | Lu              | Ma              | Me              | Gi              | Ve              | Sa              | Do              | Lu              |                 |

## Premi Nobel
- per la Pace: Madre Teresa di Calcutta
- per la Letteratura: Odysseus Elytis
- per la Medicina: Alan M. Cormack, Godfrey N. Hounsfield
- per la Fisica: Sheldon L. Glashow, Abdus Salam, Steven Weinberg
- per la Chimica: Herbert C. Brown, Georg Wittig
- per l'Economia: Arthur Lewis, Theodore W. Schultz